# Fürholz (Grainet)
Fürholz ist ein Gemeindeteil der Gemeinde Grainet im niederbayerischen Landkreis Freyung-Grafenau. Bis 1971 bildete es eine selbstständige Gemeinde.

## Lage
Fürholz liegt im Bayerischen Wald etwa zwei Kilometer südlich von Grainet.

## Geschichte
Fürholz verdankt sein Entstehen dem Goldenen Steig. Wo der Saumpfad aus dem altbesiedelten Gebiet des Passauer Abteilandes in den großen Grenzwald hineinführte, entstand im hohen Mittelalter als Rastort für die Säumer eine Straßensiedlung.
Auf dem Ilzstädter Landtag des Jahres 1256 erhielten die Leute „de Vurholtz“ vom Landesherren, dem Passauer Fürstbischof Otto von Lonsdorf, zusammen mit denen von Waldkirchen, Schiefweg und Böhmzwiesel sowie den Böhmen das ausschließliche Recht bestätigt, auf dem Weg von Passau nach Prachatitz Saumhandel zu treiben. Den Grundbesitz des Dorfes teilten sich die Watzmannsdorfer, Buchberger, Nußdorfer und andere, dazu die Passauer Fürstbischöfe selbst, die im 16. Jahrhundert die übrigen Lehen in Fürholz zurückerwerben konnten. Dem Kloster Niedernburg gehörte seit alter Zeit die Böhmenmaut in Fürholz. Um 1400 wird im ältesten Passauer Mautregister mit Hans Meichsner erstmals ein Säumerhändler aus Fürholz namentlich erwähnt.
Seit dem späten Mittelalter war Fürholz ein Kreuzungsort wichtiger Wege. Neben der Salzstraß nach Prachatitz führte von hier aus ein Weg über Rehberg nach Winklbrunn zur Winterberger Straße. Ein anderer, der Haidweg als Fahrstraße über Vorderfreundorf und „die böhmische Heide“ nach Schönau und Wallern, Oberplan und Krummau in Böhmen.
Fürholz war zu jener Zeit der größte Säumerort im Hochstift Passau, der in der ersten Hälfte des 16. Jahrhunderts rund 40 Hausgesessene hatte. Damals, in der Blütezeit des Goldenen Steiges, zogen wöchentlich bis zu 1200 Saumrösser, jedes mit drei Zentnern beladen, durch Fürholz. Ein Verzeichnis aus dem Jahr 1538 zählt 15 Säumer in Fürholz auf. Neben zwei Schmieden und einer Badstube gab es damals nicht weniger als 14 Schankwirte im Dorf. Auch Viehhaltung und Waldweidewirtschaft betreiben die Fürholzer, die in der ältesten Zeit ihr Vieh weit in die Wälder rund um den Haidel und bis an die böhmische Grenze trieben.
Jahrhundertelang war Fürholz der letzte Ort vor dem weiten Grenzwald, und Haus an Haus reihte sich beiderseits der Saumstraße. Zu Anfang des 17. Jahrhunderts, als der Saumhandel schon rückläufig war, gab es in Fürholz 38 Hausgesessene. Im Sommer 1620, zu Beginn des Dreißigjährigen Krieges, wurde Fürholz von böhmischen Reitern niedergebrannt.
Durch den ausgedehnten Handel der Fürholzer fühlten sich die Bürger des Marktes Freyung geschädigt, weshalb es 1691 zu einem erbitterten Streit kam. Mit dem Ende des Salzhandels nach Böhmen im 18. Jahrhundert ging die große Zeit des Ortes zu Ende. Die Fürholzer mussten sich jetzt um ihre Landwirtschaft und ihren übrigen Gewerben, der Leinweberei oder anderem Handwerk, der Arbeit im Wald oder dem Handel im Abteiland und nach Passau zuwenden. Im Jahre 1750 wurde das Dorf, das bisher nach der Pfarrei Waldkirchen eingepfarrt war, der neugegründeten Pfarrei Grainet zugewiesen. Nach dem Wolfsteiner Urbar von 1788 zählte Fürholz 43 Anwesen.
Im Gefolge der Gemeindeedikte von 1808 und 1818 entstand die Gemeinde Fürholz, die zunächst nur aus dem Ort Fürholz bestand. Im Sommer 1827 brannten hier 11 Häuser nieder. 1825 kam als neue selbstständige Siedlung Neuhäusl zur Gemeinde, 1868 Obergrainet. Mit Wirkung vom 1. Januar 1946 wurden von der Gemeinde Böhmzwiesel die Orte Kronwinkel und Exenbach zugeteilt.
1970 rechneten sich 50 Prozent der Erwerbstätigen von Fürholz zur Land- und Forstwirtschaft. Damals beherbergte der Ort 339, die Gemeinde Fürholz im Landkreis Wolfstein 473 Einwohner. Am 1. Januar 1971 wurde Fürholz im Zuge der Gebietsreform in Bayern in die Gemeinde Grainet eingegliedert. 1987 hatte Fürholz 422 Einwohner.

## Wappen
| Wappen von Fürholz | Blasonierung: „Vorne in Blau drei linke silberne Spitzen, hinten in Grün ein goldener Pfahl, überdeckt mit einer silbernen Lilie.“ |
| Wappen von Fürholz | Wappenbegründung: Fürholz, am sogenannten Prachatitzer Steig, einer bedeutenden Handelsstraße zwischen Passau und Böhmen gelegen, erhielt 1256 durch Bischof Otto von Lonsdorf Privilegien für den Warentransport. Mit dem Wappensinnbild für Straße, dem Pfahl, erinnert das Lonsdorfer Wappen daran. Das Passauer Kloster Niedernburg hatte in Fürholz Mautrechte, daher die Lilie in besonderer Gestaltung als Cleve, ein Hinweis auf die Niedernburger Marienkirche. |

## Baudenkmäler
- Kapelle St. Florian. Sie wurde 1950/1951 als Schulkapelle errichtet. Seit der Renovierung von 1996 zieren Darstellungen der beiden „Säumerheiligen“ Wolfgang und Leonhard die Altarfenster.

## Vereine
- Freiwillige Feuerwehr Fürholz. Sie wurde 1884 gegründet.
- FC Bayern München Fanclub „Hüttenzauber Fürholz“, gegründet am 3. März 1999